# Messzi István
Messzi István (Kiskunfélegyháza, 1961. június 29. – Kecskemét, 1991. május 9.) olimpiai ezüstérmes magyar súlyemelő.

## Élete
1978-ban a kecskeméti Kereskedelmi és Vendéglátóipari Szakmunkásképző Iskolában tett szakmunkásvizsgát, 1979-től a Bács-Kiskun Megyei Vendéglátóipari Vállalat szakácsaként dolgozott. 1983-ban érettségizett, 1986-ban szerzett edzői oklevelet a Testnevelési Főiskola Továbbképző Intézetében.  
1991. május 9-én Katonatelepen autóbalesetben vesztette életét. 

## Sportpályafutása
Birkózóként kezdte pályafutását, ám 1975-ben sportágat váltott és a Kecskeméti Spartacus versenyzője lett. 1984-től tagja volt a válogatott keretnek. 1985-ben Bács-Kiskun Megye Év Sportolója címmel tüntették ki. 1985-ben, 1989-ben és 1990-ben is váltósúlyban magyar bajnok lett. Sportolói pályája legnagyobb sikerét 1988-ban érte le, amikor középsúlyban a szöuli olimpián ezüstérmet szerzett.

## Emlékezete
- Minden év augusztusában súlyemelő versenyt rendeznek emlékére Kecskeméten.[2]
- Kecskemét város sportcsarnoka is az ő nevét viseli: Messzi István Sportcsarnok.